# イズミル
イズミル（İzmir [ˈizmiɾ]）は、エーゲ海に面するトルコ西部の都市。イズミールとも表記される。古くはズミュルナもしくはスミュルナ（古代ギリシア語: Σμύρνα, Σμύρνη [zmýr.naː, zmýr.nɛː]、ラテン語: Smyrna, Zmyrna、現代ギリシア語: Σμύρνη [ˈzmiɾni] ズミルニ）と呼ばれた。人口は約400万人（2012年時点）でイスタンブール、アンカラに次ぐトルコ第3の都市である。イズミル県の県都。2012年の行政区画改編により、イズミル県とイズミル大都市自治体の範囲は同一となっている。

## 地理・経済・社会
古来よりその美しさが「エーゲ海の真珠」と称えられる港町。付近にはエフェソス、ベルガマ（ペルガモン）などの古代遺跡もあり、多くの観光客を集める。
現代においては、イスタンブールに次ぐトルコ第2の規模の港湾施設を持つ。ヨーロッパや中東、アフリカとの輸出入に便利な上、イスタンブールより物価や不動産賃借料、人件費が安価なことから、やや内陸に位置して広い工業団地があるマニサを合わせて、日系など外資系を含めた製造業の集積が進んでいる。交通渋滞などが慢性化しているイスタンブールからオフィスや研究所を移す欧州系企業も多い。政府機関のイズミル開発庁が企業誘致を担当している。
イスタンブールから居を移すトルコ国民も増えている。上記のような物価高や渋滞を避けるためだけでなく、イスラーム教保守派が台頭するイスタンブールから世俗派が転出し、イズミルの自由な雰囲気を求めている面もある。これによりイズミルでも過密化を懸念する声が出ている。
軍事面では、イズミルには北大西洋条約機構 (NATO) のイズミル連合航空部隊司令部が置かれている。
スュペル・リグのギョズテペSKが本拠地を置いている。

## 歴史

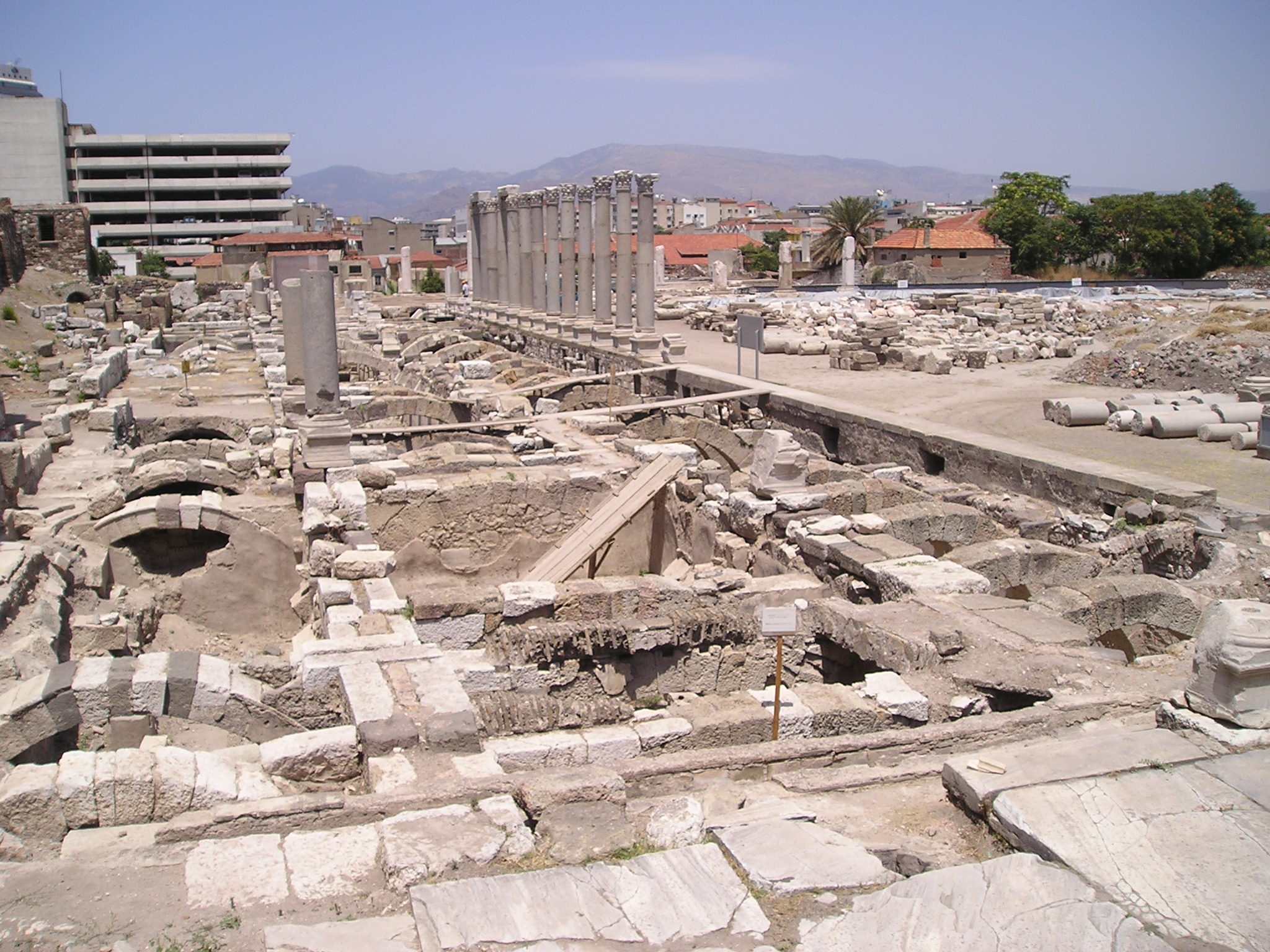
古代ギリシア時代のアゴラ

ヘロドトスによれば、紀元前1000年頃にアイオリス人によって建設され、その後、イオニア人たちの手に渡り、文化的・商業的中心地として大きく発展した。イオニア同盟の主要な都市の一つとなる。ホメロスが暮らしていたのもここであったと言われる。リュディアの攻撃（紀元前600年ごろ）によって破壊された。その後、リュディアやアケメネス朝、アレクサンドロス3世（大王）によって支配された。紀元前1世紀よりローマ帝国、4世紀以降は東ローマ帝国の支配下で繁栄を謳歌する。
1076年、スミュルナは古代ギリシア都市のクラゾメナイやフォチャや多数のエーゲ海の島々とともに、セルジューク朝の指揮官チャカ・ベイによって占領された。これが初めてのトルコ人による占領であった。チャカ・ベイはスミュルナを海軍基地として使用した。1102年に彼が亡くなると、スミュルナや周辺地域は、東ローマ帝国によって再び占領された。コンスタンティノポリスが1204年の第4回十字軍によって征服され、港町スミュルナは聖ヨハネ騎士団によって占領された。しかしニカイア帝国は、ジェノヴァ共和国が引き続きスミュルナの城を支配するなど多くの譲歩を必要としたが、スミュルナをその後すぐに奪還した。
14世紀半ばからはオスマン帝国領に浮かぶ飛地となった。1402年にティムール朝に占領された後、1415年にオスマン帝国に占領される。オスマン帝国は異教徒や異民族に寛容であり、17世紀から19世紀にかけて様々な出自の商人たちが集まり、国際商業都市として栄えた。とりわけアルメニア商人はイランの絹をヨーロッパの商人に供給して、利益をあげた。

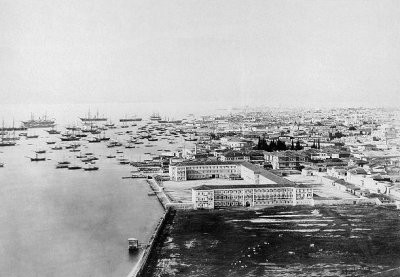
1865年のイズミル

19世紀になると、オスマン帝国の欧米に対する経済的従属が深まった。港湾部がイギリス資本によって整備され、1866年にはイズミルからカサバ、イズミルとアイドゥンを結ぶ鉄道が、同様にイギリス資本に支えられ開通した。これによってイズミルは、列強の工業製品を受け入れつつ、農作物を国際市場へと供給する拠点となった。列強による鉄道敷設はさらに進められ、1888年にイズミルとアンカラを結ぶ鉄道の敷設権をドイツが獲得し、1893年に開通させた。
第一次世界大戦においてオスマン帝国が協商国側に降伏すると、1919年5月15日ギリシア軍はアナトリアに上陸し、イズミルを含む一帯を占領した。その後、1920年8月のセーヴル条約で、ギリシアによるイズミル地方の領有が期限つきで認められたが、1922年9月にはムスタファ・ケマル・アタテュルクの率いたトルコ軍が奪還。その前後に起こった火災でイズミルは全焼した。1923年7月のローザンヌ条約によって、トルコの主権が回復された（イズミル上陸、イズミル占領）。
この希土戦争を経て建国された新生トルコ共和国において、イズミルは重要都市の一つとして復興・発展した。
1984年に大都市自治体に指定されており、下にバルチョヴァ、ボルノヴァ、ブジャ、チーリ、ガズィエミル、ギュゼルバフチェ、カルシュヤカ、コナクとナルルデレの9つの区が置かれた。2007年に周辺の9つの自治体を編入し、2009年に2つの区が新設され、2012年に大都市自治体の範囲が全県に拡大することとともに、イズミル県の全市町村もイズミル市の区となっている。
2005年にはユニバーシアード夏季大会が開催された。2015年の国際博覧会の候補地となっていたが、投票でイタリアのミラノに敗れた。
2020年代においてもなお、造船や船舶解体などの重工業が盛んである。
2022年にはトルコ国内の企業が解体契約を結んだ航空母艦をめぐり、解体により生じる廃アスベストや重金属で環境汚染が生じるとの懸念から反対運動がおこり、政府が解体許可を取り消す出来事もあった。

### 希土戦争の際の日本船に関する伝承
希土戦争の際、イズミルを占領していたギリシャ人や、トルコ軍の迫害を恐れるアルメニア人らが船でギリシャへ脱出した。各国の船が自国民を優先して乗船させるなか、日本の商船「Tokeimaru」が積み荷を投棄したり、トルコ側による難民への手出しを牽制したりしながら、約800人のアルメニア人やギリシャ人らを救出したと、生存者の証言や当時の報道で伝えられている。この出来事は多くのギリシャ人の間で語り継がれており、2017年にはザホス・サモラダスによって「Tokei Maru」という名前の短編アニメ映画が制作された。しかし、実はこの「Tokeimaru」に関する伝承については不明な部分も多く、どんな船だったのか、誰が船長だったのかなどが長らく判明していなかった。ギリシャ近現代史の研究者である東洋大学教授の村田奈々子は、過去の船の記録を調べたり、船会社への聞き取り調査を行ったりした結果、1922年、東地中海に「Tokeimaru」と響きが似た「東慶丸（とうけいまる）」という船が渡っていたこと、当時の船長が現在の南知多町出身の「日比左三」という人物だったことが判明した。また、知多半島に住む左三の親族とも接触し、左三の母親が熱心なキリスト教の正教会の信者だったことも突き止めた。

## 気候
| イズミルの気候                                                                    | イズミルの気候 | イズミルの気候 | イズミルの気候 | イズミルの気候 | イズミルの気候 | イズミルの気候 | イズミルの気候 | イズミルの気候 | イズミルの気候 | イズミルの気候 | イズミルの気候 | イズミルの気候 | イズミルの気候 |
| 月                                                                                | 1月            | 2月            | 3月            | 4月            | 5月            | 6月            | 7月            | 8月            | 9月            | 10月           | 11月           | 12月           | 年             |
| --------------------------------------------------------------------------------- | -------------- | -------------- | -------------- | -------------- | -------------- | -------------- | -------------- | -------------- | -------------- | -------------- | -------------- | -------------- | -------------- |
| 最高気温記録 °C （°F）                                                            | 22.4 (72.3)    | 23.8 (74.8)    | 30.5 (86.9)    | 32.2 (90)      | 37.5 (99.5)    | 41.3 (106.3)   | 42.6 (108.7)   | 43.0 (109.4)   | 40.1 (104.2)   | 36.0 (96.8)    | 29.0 (84.2)    | 25.2 (77.4)    | 43 (109.4)     |
| 平均最高気温 °C （°F）                                                            | 12.6 (54.7)    | 13.4 (56.1)    | 16.5 (61.7)    | 20.9 (69.6)    | 26.1 (79)      | 31.0 (87.8)    | 33.3 (91.9)    | 32.8 (91)      | 29.1 (84.4)    | 24.0 (75.2)    | 18.2 (64.8)    | 13.9 (57)      | 22.65 (72.77)  |
| 日平均気温 °C （°F）                                                              | 8.9 (48)       | 9.4 (48.9)     | 11.8 (53.2)    | 15.9 (60.6)    | 20.9 (69.6)    | 25.8 (78.4)    | 28.1 (82.6)    | 27.6 (81.7)    | 23.7 (74.7)    | 18.8 (65.8)    | 13.7 (56.7)    | 10.3 (50.5)    | 17.91 (64.23)  |
| 平均最低気温 °C （°F）                                                            | 5.9 (42.6)     | 6.2 (43.2)     | 8.0 (46.4)     | 11.5 (52.7)    | 15.6 (60.1)    | 20.2 (68.4)    | 22.9 (73.2)    | 22.7 (72.9)    | 18.9 (66)      | 14.8 (58.6)    | 10.4 (50.7)    | 7.5 (45.5)     | 13.72 (56.69)  |
| 最低気温記録 °C （°F）                                                            | −4 (25)        | −5 (23)        | −3.1 (26.4)    | 0.6 (33.1)     | 7.0 (44.6)     | 10.0 (50)      | 16.1 (61)      | 15.6 (60.1)    | 10.0 (50)      | 5.3 (41.5)     | 0.0 (32)       | −2.7 (27.1)    | −5 (23)        |
| 雨量 mm （inch）                                                                  | 131.2 (5.165)  | 98.8 (3.89)    | 76.7 (3.02)    | 44.1 (1.736)   | 31.8 (1.252)   | 7.9 (0.311)    | 2.1 (0.083)    | 2.2 (0.087)    | 10.7 (0.421)   | 37.9 (1.492)   | 92.1 (3.626)   | 150.8 (5.937)  | 686.3 (27.02)  |
| 平均降雨日数                                                                      | 12.7           | 10.7           | 9.3            | 8.1            | 5.2            | 2.1            | 0.7            | 0.7            | 2.0            | 5.6            | 9.0            | 13.0           | 79.1           |
| % 湿度                                                                            | 68             | 63             | 62             | 58             | 55             | 48             | 42             | 47             | 53             | 60             | 68             | 70             | 57.8           |
| 平均月間日照時間                                                                  | 133.3          | 141.3          | 195.3          | 219.0          | 294.5          | 342.0          | 375.1          | 353.4          | 300.0          | 226.3          | 159.0          | 124.0          | 2,863.2        |
| 出典1：Turkish Meteorological Service, World Meteorological Organization (降水量) |                |                |                |                |                |                |                |                |                |                |                |                |                |
| 出典2：BBC Weather (湿度)                                                         |                |                |                |                |                |                |                |                |                |                |                |                |                |

## 交通
- 空港 - アドナン・メンデレス空港
- 鉄道駅 - アルサンジャック駅（トルコ語版）、バスマネ駅（トルコ語版）
- 市内交通 - イズミル地下鉄、トラム・イズミル、イズバン（トルコ語版）

## イズミル出身の人物

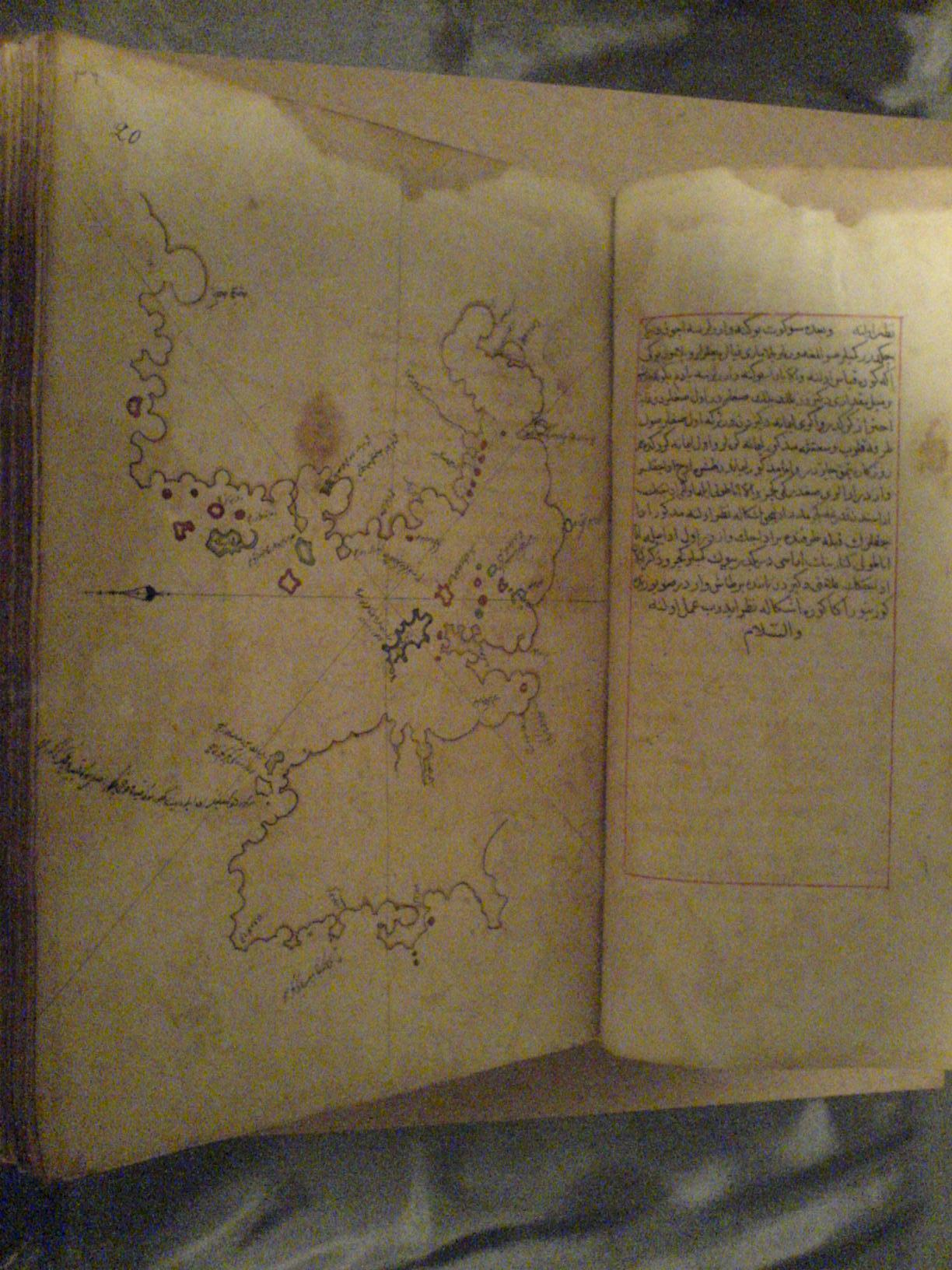
ピーリー・レイースのキターブ・バフリイェ記載のイズミルの地図

### 政治家
- イスメト・イノニュ - トルコ共和国第2代大統領
- エドアール・バラデュール - 元フランス首相

### 財界
- アリストテレス・オナシス - 実業家

### 文化人
- セゼン・アクス - 歌手
- アレック・イシゴニス - カーデザイナー
- マノリス・カロミリス - 作曲家
- ギオルギオス・セフェリス - 作家・詩人
- アスリ・チョルパン - 経営学者、京都大学教授
- 堀口ミイナ - 日本のタレント・モデル

### スポーツ選手
- アルパイ・オザラン - サッカー選手
- フルカン・アルデミル - バスケットボール選手

### 宗教家
- シャブタイ・ツヴィ - 偽メシア

## 姉妹都市
- バクー、アゼルバイジャン
- シアトル、アメリカ合衆国
- メルボルン、オーストラリア
- スラバヤ、インドネシア
- ブレーメン、ドイツ
- ムンバイ、インド
- コンスタンツァ、ルーマニア

- ファマグスタ、キプロス
- テルアビブ、イスラエル
- サマルカンド、ウズベキスタン
- シムケント、カザフスタン
- 天津市、中華人民共和国
- ロングビーチ、アメリカ合衆国
- ナポリ、イタリア
- タンパ、フロリダ州、アメリカ合衆国